# Hit Mania Estate 2012
Hit Mania Estate 2012 è una compilation di artisti vari facente parte della serie Hit Mania.
La compilation è mixata dal dj Mauro Miclini.

## Tracce
1. Gusttavo Lima – Balada – 3:15
2. Tacabro – Tacatà (Dany Lorence rmx) – 3:13
3. DJ Antoine vs. Mad Mark – Ma Chérie 2k12 (feat. The Beat Shakers) (Radio Edit) – 3:13
4. Serebro – Mama Lover – 3:30
5. Karmin Shiff, Lik & Dak – Baila Morena (Oye Z***A) – 3:27
6. Oceana – Endless Summer – 3:23
7. Jean Luc – Somebody That I Used to Know (feat. Heart of Space) – 3:36
8. La Manita – Ola Ola Ola – 2:41
9. Sebastian Ingrosso & Alesso – Calling (Lose My Mind) (feat. Ryan Tedder) – 3:13
10. Tumba & Cuca – Alegria (2012) (feat. Anguss) – 2:55
11. Tom Boxer & Morena – Deep in Love (feat. J Warner) – 3:01
12. Martin Solveig – The Night Out – 2:52
13. Avicii – Silhouettes – 3:14
14. Dragonette – Let It Go – 3:15
15. Daddy’s Groove – Crazy (Wild World) (feat. Skin) – 3:20
16. DJ Maxim – Papa Loves Mambo – 3:01
17. Ti.Pi.Cal. – Could Be You (feat. Josh) – 3:16
18. The Kenneth Bager Experience – Fragment Sixteen “I Can’t Wait” (feat. Thomas Troelsen) – 2:56
19. Checco Zalone – La Cacada – 2:45
20. Giorgia – Tu Mi Porti Su (feat. Jovanotti) – 3:37
21. Emis Killa – Dietro Front (feat. Fabri Fibra) – 3:03
22. Train – Drive By – 3:08
23. Carly Rae Jepsen – Call Me Maybe – 3:10
24. Analog People In a Digital World – Dazzled (feat. Nina Miranda) – 2:55

Durata totale: 75:59
Andrea Leonardi
La Banda sbanda
Arianna Pinna
Quello Che Mi Aspetto da Te
```
Massimo Spiccia 
```

Il Mio Nasino
```
Iliade Marescotti Kanarà
```

I Sirtaki di icaro
```
Giovanni Barelli
```

Il Lupo Teodoro
```
Carla Gibilisco
Tarantella Della Mozzarella
```

```
Maranathà Lanfranchi
```

La ballata del principe azzurro
Samuele Ostan
```
Juan Francisco Greco
```

Il Canto Del Guachito
```
Giada Pontini
```

Le Galline intelligenti...MA SGRAMMATICATE
```
Matilde Zama
```

Lorenzo Duoccio
```
Il Blues del manichino
```

Francesca Blasiol
Lo Gnomo Deodato
Helen Catherine Sophie Luzòn Ona
```
Verso L'aurora
```

SDN48
GAGAGA
JKT48
|Jurus Rahasia Teleport
BONUSTRACK
Samsung Galaxy S3
OVER THE HORIZON SIGLA INIZIALE KKPS2012